# Albert Henry Munsell
Albert Henry Munsell (Boston, 6 gennaio 1858 – Brooklyn, 28 giugno 1918) è stato un pittore e inventore statunitense noto soprattutto per aver ideato il sistema Munsell dei colori.

## Biografia
Nato a Boston, nel Massachusetts frequentò e fu in seguito insegnante al Massachusetts College of Art and Design. Come pittore fu soprattutto paesaggista e ritrattista, la sua fama è però legata all'ideazione del sistema che porta il suo nome, uno dei primi tentativi per definire numericamente in maniera accurata i colori.
Munsell scrisse tre opere a questo riguardo: A Color Notation (1905), Atlas of the Munsell Color System (1915) e la postuma A Grammar of Color: Arrangements of Strathmore Papers in a Variety of Printed Color Combinations According to The Munsell Color System (1921).
Il sistema Munsell ha ottenuto un certo riconoscimento internazionale ed è stato la base per altri sistemi successivi.